# OpenBVE
OpenBVE é um simulador de trens de código aberto, compatível com Windows, Mac OS X, e Linux. O desenvolvimento começou em 10 de Abril de 2008, e a primeira versão estável foi lançada em 23 de março de 2009. O OpenBVE é compatível com o conteúdo já desenvolvido para seu antecessor, o BVE TrainSim.
Trens no OpenBVE podem ser operados tanto em primeira quanto em terceira pessoa.

## Histórico
A primeira versão estável do OpenBVE foi lançada em Março de 2009 por uma programadora não identificada, conhecida apenas por seu pseudônimo "Michelle".
O nome OpenBVE é derivado de Open, sinalizando que é um software de código aberto, e a sigla BVE, herdada do nome do seu antecessor, Boso View Express.
O OpenBve conta com os seguintes recursos, até então ausentes no seu antecessor, o BVE TrainSim:
- Seleção de rotas e trens.
- Simulação de descarrilamento dos trens.
- Configurações gráficas avançadas (filtragem bi-linear, tri-linear, anisotrópica, resoluções customizáveis, desfoque de movimento).
- Suporte a plugins de ATC do BVE 2 e 4.
- Visão 360º e suporte a cabine 3D.
- Programação de animações em objetos estáticos.
- Suporte para texturas em PNG, BMP, GIF, JPG e DDS.

## Estrutura do Jogo
O OpenBVE possui seu próprio motor gráfico, desenvolvido em C# e baseado em OpenGL. Todo o código-fonte da plataforma foi escrito em C# e está disponível para consulta e colaboração no GitHub. Hoje o OpenBVE conta com cerca de 12 desenvolvedores e colaboradores, fora as centenas de desenvolvedores de conteúdo espalhados pelo mundo.
Todas as rotas, objetos estáticos e animados são escritos em arquivos que contém linhas de comando, estas que são lidas pelo jogo e retornam um objeto tridimensional na tela para o jogador.

### Vantagens e Desvantagens
Um grande atrativo do OpenBVE é a facilidade para desenvolvimento de conteúdo para o mesmo, que dispensa o uso de softwares avançados. Tal facilidade é reforçada com as ferramentas de desenvolvimento disponibilizadas junto com o jogo.
Porém a plataforma não oferece um desempenho gráfico satisfatório, o que obriga os desenvolvedores a tomar um certo cuidado com o número de faces renderizadas e com a resolução das texturas, para que o projeto não fique demasiadamente pesado. Mesmo assim, nos dias atuais é possível obter projetos com um alto nível de detalhamento, sem exigir muito da plataforma.
O realismo da sinalização também não é muito condizente, por ser baseado em sistemas de sinalização japoneses (ATS-Sx, ATS-P e ATC). Porém a plataforma possibilita a alteração dessas sinalizações a gosto do desenvolvedor, desde que seja programado um plug-in em .NET para isso.
A jogabilidade também é afetada devido à falta de integração do mouse com o jogo. Dessa forma, durante a simulação todos os comandos são enviados pelo teclado.
Uma grande desvantagem que essa facilidade proporciona é a de fácil edição dos projetos já desenvolvidos, o que acarreta na edição e lançamento ilegal por parte de alguns grupos sem a autorização dos desenvolvedores originais. As atuais equipes de desenvolvimento repudiam esta prática, e as ações de combate à mesma são frequentes por parte dos desenvolvedores.

### Ferramentas de Desenvolvimento

#### Object Viewer
Esta ferramenta permite que se visualize um ou mais objetos 3D do simulador, sejam estáticos ou animados.

#### Object Bender
Permite a concatenação de segmentos de objetos em formas curvas, incluindo superelevação, sendo utilizada para a criação de objetos curvos como trilhos, muros e plataformas.

#### Route Viewer
Esta ferramenta permite a visualização de arquivos de rota para o simulador.

#### Train Editor
Esta ferramenta ajuda na edição do arquivo "train.dat", no qual ficam armazenadas as características do trem que dizem respeito ao comportamento e aos equipamentos instalados.

## Histórico do OpenBVE no Brasil
No Brasil, o OpenBVE é o simulador ferroviário mais popular dentre os railfans, em decorrência da facilidade de desenvolvimento de conteúdo para o mesmo, fazendo assim com que surgissem vários add-ons nacionais para o jogo.

### Princípio
A iniciativa partiu de João Carlos Gonçalves, fundador do BVE Brasil, que começou a desenvolver conteúdo ainda nos tempos do BVE 2. com a Extensão da Linha 7-Rubi (Francisco Morato-Jundiaí) e parte do trecho da estrada de Ferro Campos do Jordão, de Pinda a Expedicionária. Porém sua rota mais notável foi a Linha 11-Coral da CPTM, no trecho entre Guaianazes e Estudantes, lançada em conjunto com o trem da Série 2100. A partir daí o OpenBVE passou a atrair inúmeros interessados em desenvolvimento para a plataforma, como Paulo Roberto Bernardo, Vitor Oliveira Barbosa, dentre outros.

### Ascensão
Aos poucos o OpenBVE passou a ser descoberto e testado com mais propriedade, o que permitiu o desenvolvimento de projetos mais detalhados. Os primeiros a lançar um projeto dentro desta propriedade foram Rodrigo Lopes e Raphael Naswaty, fundadores da Mega Rail Brasil (MRB), com o projeto do trem Série 5500 II (posteriormente 5550), sucedido pelos trens da Série 1600 (desenvolvido em conjunto com a equipe OpenBVE Criações Brasil-OCB) e 2070, todos da CPTM.
Porém o maior salto do OpenBVE Nacional ocorreu no ano de 2011, também por intermédio da Mega Rail Brasil, com o lançamento da primeira versão da Linha 1-Azul (trecho entre Tucuruvi e Tiradentes) e do trem Mafersa 198 (também conhecido como Frota A, ou Budd do Metrô), e em 2013 com o lançamento da Linha 2-Verde e os trens Alstom Milênio e Alstom Metropolis A96 (Frotas E e G do Metrô, respectivamente). Esta última, apesar do alto nível de detalhamento das estações e dos trens, obteve algumas críticas em decorrência da geometria da rota, incondizente com a real, o que de acordo com a equipe será corrigido na próxima versão da rota.
A Equipe OpenBVE Criações Brasil, equipe naquele instante com o maior quadro de desenvolvedores do país, também fez sua parte na ascensão do OpenBVE nacional com o lançamento do trem Série 5500 da CPTM, após a parceria com a Mega Rail Brasil nos trens da Série 1600. O projeto rendeu muitas críticas na época por ter sido feito com um alto nível de detalhamento, fazendo com que ficasse extremamente pesado. As atenções para a equipe se tornaram mais fortes após o anúncio do desenvolvimento da Linha 3-Vermelha do Metrô, um dos projetos mais aguardados para o OpenBVE.
Nesse meio tempo, outros grupos surgiram, aumentando assim a quantidade de rotas e trens Brasileiros para o simulador.

Openbve Modernizações
Enquanto o Openbve ganhava popularidade no Brasil, outros desenvolvedores começaram a aparecer nesse período, e em 2012 a partir de um customizador de projetos já lançados pelos demais grupos de desenvolvedores, surgiu então a Openbve Modernizações, que é atualmente uma das mais populares equipes de desenvolvimento pro Openbve existentes no Brasil, e trazendo para o simulador, projetos de varias cidades Brasileiras, como o Ramal Saracuruna da Supervia - RJ, a Linha Centro (Jaboatão X Recife) do Metrô de Recife, e a Linha 7 - Rubi da CPTM, o projeto mais popular da Modernizações para o simulador até então, além de Rotas Ficticias.

#### Acordo de Parceria MRB-OCB
Ainda em 2013 houve um acordo entre as equipes Mega Rail Brasil e OpenBVE Criações Brasil, no qual a Mega Rail Brasil ficou responsável pelos projetos com temática do Metrô de São Paulo, e a OpenBVE Criações Brasil passou a liderar os projetos com temática da CPTM. Todos os projetos futuros, atuais e anteriormente desenvolvidos foram cobertos pelo acordo. Com isso, a continuidade do projeto da Linha 3-Vermelha passou a ser de responsabilidade da Equipe Mega Rail Brasil, assim como o da Linha 9-Esmeralda passou a ser da OpenBVE Criações Brasil.

### Estagnação e Declínio
Após o lançamento da Linha 2-Verde, o OpenBVE nacional viveu o seu auge, sendo reconhecido nacional e internacionalmente. Em apenas três dias após seu lançamento, a Linha 2-Verde chegou a mais de 700 downloads. Em 2014 a OpenBVE Criações Brasil lançou a Linha 11-Coral com trecho entre as estações Luz e Tatuapé, além do trem série 2000 da CPTM.
Em contrapartida, as equipes nacionais não viviam bons momentos. Vários conflitos internos dentro da OCB deixaram uma incerteza sobre o quadro de desenvolvedores da equipe, inclusive com algumas baixas. Isso fez com que alguns projetos fossem lançados antes de estarem concluídos, como o Série 3000 da CPTM.
A equipe Mega Rail Brasil também sofreu um duro golpe com a saída do co-fundador e principal desenvolvedor da equipe, Raphael Naswaty, deixando todo o seu legado e funções para o desenvolvedor Robinson Azevedo, membro da equipe desde 2012 e ainda iniciante no desenvolvimento. E em 2015, um incidente provocou a perda das principais referências para desenvolvimento da Linha 3-Vermelha, o que praticamente paralisou o desenvolvimento da linha. Uma nota foi publicada no blog da Equipe, explicando o ocorrido. Desde então, a equipe Mega Rail Brasil não lançou mais nenhum projeto novo.

### Reascensão e Futuras Inovações
No início de 2017, após dois anos, a MRB recuperou todas as referências que havia perdido, podendo assim dar continuidade no desenvolvimento da Linha 3-Vermelha, que ainda não tem data para ser concluída. No mesmo ano, a equipe obteve o reconhecimento do Metrô de São Paulo sobre os projetos já lançados, além da possibilidade de acompanhamento do desenvolvimento de projetos futuros por funcionários do Metrô. Esta possibilidade promete trazer um salto maior ainda na qualidade e realismo dos projetos. A MRB em 2018 também está investindo no desenvolvimento de plug-ins que visam simular funções reais da sinalização do Metrô, cuja implementação está em testes na já lançada Linha 1-Azul.
A OCB, também em 2018 lançou o primeiro trecho de uma de suas rotas mais aguardadas, a Linha 8-Diamante, em conjunto com o trem Série 5000 da CPTM, com várias inovações de animação. No mesmo ano a Equipe Modernizações, depois de algum tempo fora de atividade, anunciou o retorno das mesmas.
Em 2025, o Rio de Janeiro teve sua primeira rota do Metrô do Rio lançada de forma oficial. A Linha 2-Verde com seu trajeto original, ligando os bairros de Pavuna à Estácio, integrando as linhas 1 e 4 foi disponibilizada pela PPN OpenBVE juntamente com o trem Mafersa Série 1000.
Com tudo isto, espera-se que o OpenBVE no Brasil volte a ganhar destaque, principalmente em decorrência do retorno do desenvolvimento integral da plataforma por parte dos colaboradores, o que trouxe muitas facilidades até então impensáveis para esta plataforma.

Grupos brasileiros ativos
- OpenBVE Criações Brasil - OCB (https://openbvecriacoesbrasil.blogspot.com)
- Mega Rail Brasil - MRB (https://megarailbrasil.blogspot.com)
- OpenBVE Modernizações - MDZ (https://openbvemodernizacoesbr.blogspot.com/)
- Open By One - BYO (https://openbyone.wixsite.com/pt-br)
- PPN OpenBVE - PPN (https://ppnopenbve.blogspot.com/)